# بوب هربرت (لاعب كرة قدم أسترالية)
بوب هربرت (بالإنجليزية: Bob Herbert)‏ هو لاعب كرة قدم أسترالية أسترالي، ولد في 11 مارس 1919، وتوفي في 16 يناير 2004.

## وصلات خارجية
- بوب هربرت على موقع AustralianFootball.com (الإنجليزية)
- بوب هربرت على موقع AFLtables.com (الإنجليزية)